# Ranunculus eurycaulos
Ranunculus eurycaulos är en ranunkelväxtart som beskrevs av Alicia Lourteig. Ranunculus eurycaulos ingår i släktet ranunkler, och familjen ranunkelväxter. Inga underarter finns listade i Catalogue of Life.